# روان سليمان
روان سليمان واسمها عند الولادة روان طارق زكي أبو يوسف (31 أغسطس 1970 في القدس – ) دبلوماسية فلسطينية، عملت سفيرةً لدولة فلسطين لدى هولندا بين عامي 2017 و2024، ومندوبة فلسطين الدائمة لدى المنظمات الدولية التي مقرها في لاهاي. وتشغل حاليًا منصب سفير دولة فلسطين لدى البرتغال منذ عام 2024.

## حياتها
وُلدت روان أبو يوسف في مدينة القدس في 31 أغسطس 1970. كان والدها طارق زكي أبو يوسف مستشارًا لياسر عرفات للقضايا الاجتماعية، وكان مسؤولًا عن جمعية البر بأبناء الشهداء والتي أسسها جدها زكي محمد أبو يوسف عام 1952 في مخيم عقبة جبر للاجئين الفلسطينيين لرعاية أسر شهداء النكبة.
بدأت روان سليمان العمل في وزارة التعاون الدولي الفلسطينية عام 1996. وهي حاصلة على بكالوريوس في اللغة الإنجليزية وآدابها.
في 29 ديسمبر 2016، أدت اليمين القانونية أمام الرئيس الفلسطيني محمود عباس سفيرةً لفلسطين لدى مملكة هولندا والمنظمات الدولية فيها.
في 28 يناير 2017، سلمت أوراق اعتمادها سفيرةً لدولة فلسطين لدى هولندا والمنظمات الدولية في لاهاي إلى بيرت كوندرز وزير الخارجية الهولندي.
في 17 مايو 2018، انضمت دولة فلسطين إلى منظمة حظر الأسلحة الكيميائية، وقد بدأ سريان قرار قبولها في 16 يونيو 2018.
لاحقًا في 9 يوليو 2018، سلمت أوراق اعتمادها مندوبةً دائمةً لدولة فلسطين لدى منظمة حظر الأسلحة الكيميائية إلى مدير عام المنظمة أحمد أوزومجو.
في 2 سبتمبر 2024، أعلنت عبر منصة السفارة الفلسطينية على موقع فيس بوك: «بعد سبع سنوات وثمانية أشهر، حان الوقت لأودعكم جميعاً. اليوم سيكون آخر يوم لي في منصبي، حيث تنتهي فترة ولايتي كرئيس للبعثة الفلسطينية لدى مملكة هولندا والممثل الدائم لدولة فلسطين لدى المنظمات الدولية.»
في 23 سبتمبر 2024، سلّمت نسخة من أوراق اعتمادها سفيرةً مفوضة وفوق العادة لدولة فلسطين لدى البرتغال إلى رئيس البرتغال مارسيلو ريبيلو دي سوزا.